# Viktoria Arnoldsweiler
Der FC Viktoria 08 Arnoldsweiler e. V. ist ein deutscher Fußballverein aus Düren-Arnoldsweiler, dessen Herren-Mannschaft von 2009 bis 2023 in der Mittelrheinliga spielte. Der Klub trägt seine Heimspiele im Bertram-Möthrath-Stadion aus.

## Geschichte
Der Verein wurde im Jahre 1908 gegründet. In den Jahren bis 1963 spielte der Verein mit Ausnahme der Saison 1947/48 auf Kreisebene. 1963 konnte man abermals in die Bezirksklasse aufsteigen. Es dauerte zwölf Jahre, bis man 1975 erstmals in die damals viertklassige Landesliga aufstieg, die man bis 1992 halten konnte. Es gelang der sofortige Wiederaufstieg, bis man 1998 den erneuten Abstieg hinnehmen musste, der 2002 mit einem weiteren Abstieg in die Kreisliga gipfelte. Man konnte sich aber wieder erholen und stieg nach zwei Spielzeiten wieder auf und machte zwei Jahre später sogar die Landesliga-Rückkehr perfekt. Es brauchte wiederum den direkten Wiederabstieg um zum bis dato größten Erfolg der Vereinsgeschichte anzusetzen. 2008 gelang die Rückkehr in die Landesliga, um dann den direkten Durchmarsch in die Mittelrheinliga zu schaffen, die man bis zur aktuellen Saison 2013/14 halten kann und man in der Saison 2012/13 mit dem vierten Platz und der zwischenzeitlichen Chance auf die Mittelrhein-Meisterschaft die beste Spielzeit der Vereinsgeschichte verbuchen konnte.

## Ligazugehörigkeit
- 1947/48 Bezirksklasse Rheinbezirk (3. Liga)
- 1975–1992 Landesliga Mittelrhein (4. Liga, ab 1978 5. Liga)
- 1992/93 Bezirksliga Mittelrhein (6. Liga)
- 1993–1998 Landesliga Mittelrhein (5. Liga, ab 1994 6. Liga)
- 1998–2002 Bezirksliga Mittelrhein (7. Liga)
- 2002–2004 Kreisliga A Düren (8. Liga)
- 2004–2006 Bezirksliga Mittelrhein (7. Liga)
- 2006/07 Landesliga Mittelrhein (6. Liga)
- 2007/08 Bezirksliga Mittelrhein (7. Liga)
- 2008/09 Landesliga Mittelrhein (7. Liga)
- 2009–2023 Mittelrheinliga (6. Liga, seit 2011 5. Liga)
- seit 2023 Landesliga Mittelrhein (6. Liga)

## Erfolge
- Aufstieg in die Mittelrheinliga 2009
- Aufstieg in die Landesliga Mittelrhein 1975, 1993, 2006 und 2008

## Persönlichkeiten
- Robert Leipertz
- Narciso Lubasa
- Christoph Moritz
- Sven Schaffrath